# 克莱夫·邓恩

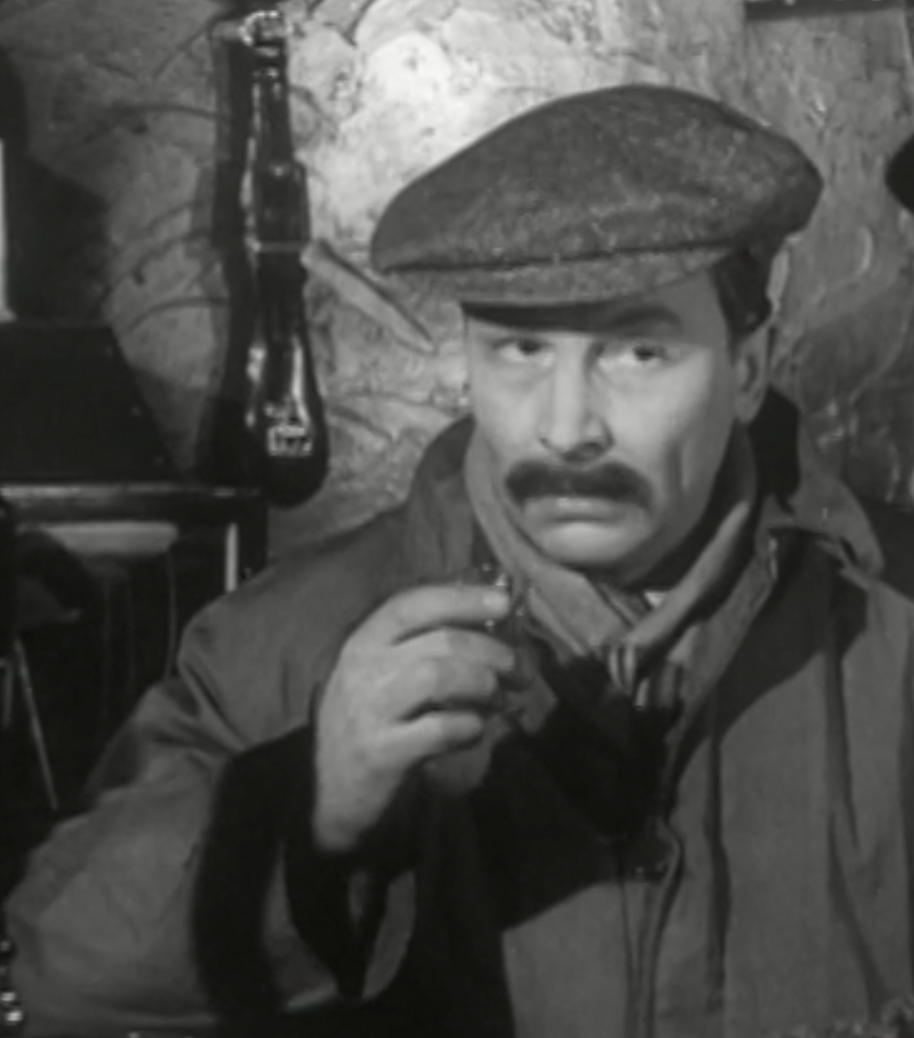
克莱夫·邓恩 (1951)

克莱夫·罗伯特·本杰明·邓恩OBE（英語：Clive Robert Benjamin Dunn，1920年1月9日—2012年11月6日）是一位英国演员、喜剧演员、作家、歌手。他最出名的是在BBC的情景剧《Dad's Army》中饰演了老年Lance Corporal Jones的角色。